# ساكب
ساكِب بلدة تقع في محافظة جرش شمال غرب المملكة الأردنيّة الهاشميّة. تبعد 10 كيلومتر إلى الغرب من مدينة جرش، و55 كيلومترًا إلى الشمال من العاصمة عَمّان، وترتفع عن مستوى سطح البحر من 900 إلى 1200 متر. بلغ عدد سكانها 11٬586 نسمة حسب التعداد السكاني لسنة 2015، وهي ثالث أكبر تجمع حضري في محافظة جرش.
تحتل مدينة ساكب موقعاً طبيعياً متميزاً عند التقاء دائرة عرض 32 درجة و17 دقيقة شمالاً وخط طول 35 درجة و48 دقيقة شرقًا، إذ يعبرها الطريق الرئيسي الذي يربط بين مدينتي جرش وعَجْلون، ويتفرع منها الطريق المؤدي إلى غور الأردن. كما تقوم أحياؤها على سفوح جبال شاهقة الارتفاع مُطِلَّة على العاصمة عَمّان ومحافظة البلقاء ومدينة جرش، وعلى أغلب مناطق محافظة جرش، وهي الأعلى في المنطقة الممتدة من شمال الأردن وصولاً إلى تخوم المحافظات الجنوبية.
موقعها المنيع جعلها مشرفة على طرق المواصلات والتجارة منذ عهد الرومان، إذ مر بها الطريق الروماني القديم من جرش إلى ساكب ثم نزولاً إلى نهر الأردن ومنه إلى فلسطين. وهي بذلك كانت تعتبر إحدى حاضرات شرق الأردن الغربية خلال العهود الرومانية والبيزنطية والإسلامية والصليبية والأيوبية والمملوكية والعثمانية وإمارة شرق الأردن. شهدت ساكب تطوراً ملحوظاً زمن الإمبراطورية البيزنطية أو ما يعرف بالإمبراطورية الرومانية الشرقية. وإبّان مملكة بيت المقدس في القرن الثاني عشر، كانت تُمَثِّلُ الحد الشرقي للمملكة مع الدولة السلجوقية.

## التسمية
يعود اسم ساكب إلى أصل سامي بمعنى «مكان الراحة والاستراحة» من جذر سامي مؤلف من ثلاثة أحرف «ش خ ف» والذي يعني: ارتاح، استلقى، رقد. في القرن الثاني عشر، زمن الصليبيين، كانت تسمى بـ «Seecip». الاسم العربي يأتي بمعنى: ساكِب فاعل من سَكَبَ. والسَّكْبُ صَبُّ الماء. ويقال ماءٌ سَكْبٌ وساكِبٌ يجري على وجه الأرض من غير حَفر. والسَّكْبُ هو الهَطَلان الدائم من المطر وغيره. وفي رواية أن الاسم مأخوذ من «السَّكَبْ» وهو الرصاص أو النحاس، إذ يعتقد أن البلدة كانت مكاناً لسك العملة الرومانية.

## التاريخ
برزت أهمية البلدة التاريخية منذ زمن بعيد، وتعاقبت عليها عدة حضارات بسبب طبيعتها وموقعها الجغرافي الإستراتيجي. كما يرتبط تاريخ ساكب بعشيرة «العياصره» البارزة، وجدُّهم هو السليل الحادي والثلاثون المباشر للنبي محمد.

### العهد الروماني والبيزنطي
بقايا معاصر الزيتون وقنوات المياه الرومانية تدل على أن البلدة تم استيطانها زمن الرومان. بينما أُستُدل على وجود حياة بشرية مستقرة في ساكب زمن الإمبراطورية البيزنطية، وعلى وجه الخصوص، تم اكتشاف مدفن بيزنطي في عام 2008، واعتبر من أهم المخلفات التاريخية نظراً لقيمة موجوداته وحالتها الممتازة والتي ساهمت في تحديد تاريخ دقيق للمدفن وإعطاء صورة واضحة عن حياة المجتمع البيزنطي في الأردن من النواحي الاجتماعية والاقتصادية والفنية والدينية.

### العهد الأموي
في العهد الأموي، ومع ازدياد ثروة الدولة الإسلامية، بدأ الاهتمام أكثر بالعمارة الإسلامية. وازدهرت العديد من مدن الشام ومنها جرش وطبقة فحل. ويوجد آثار لمسجد ومبان أموية في الجزء الجنوبي الغربي من ساكب.

### العهد الصليبي

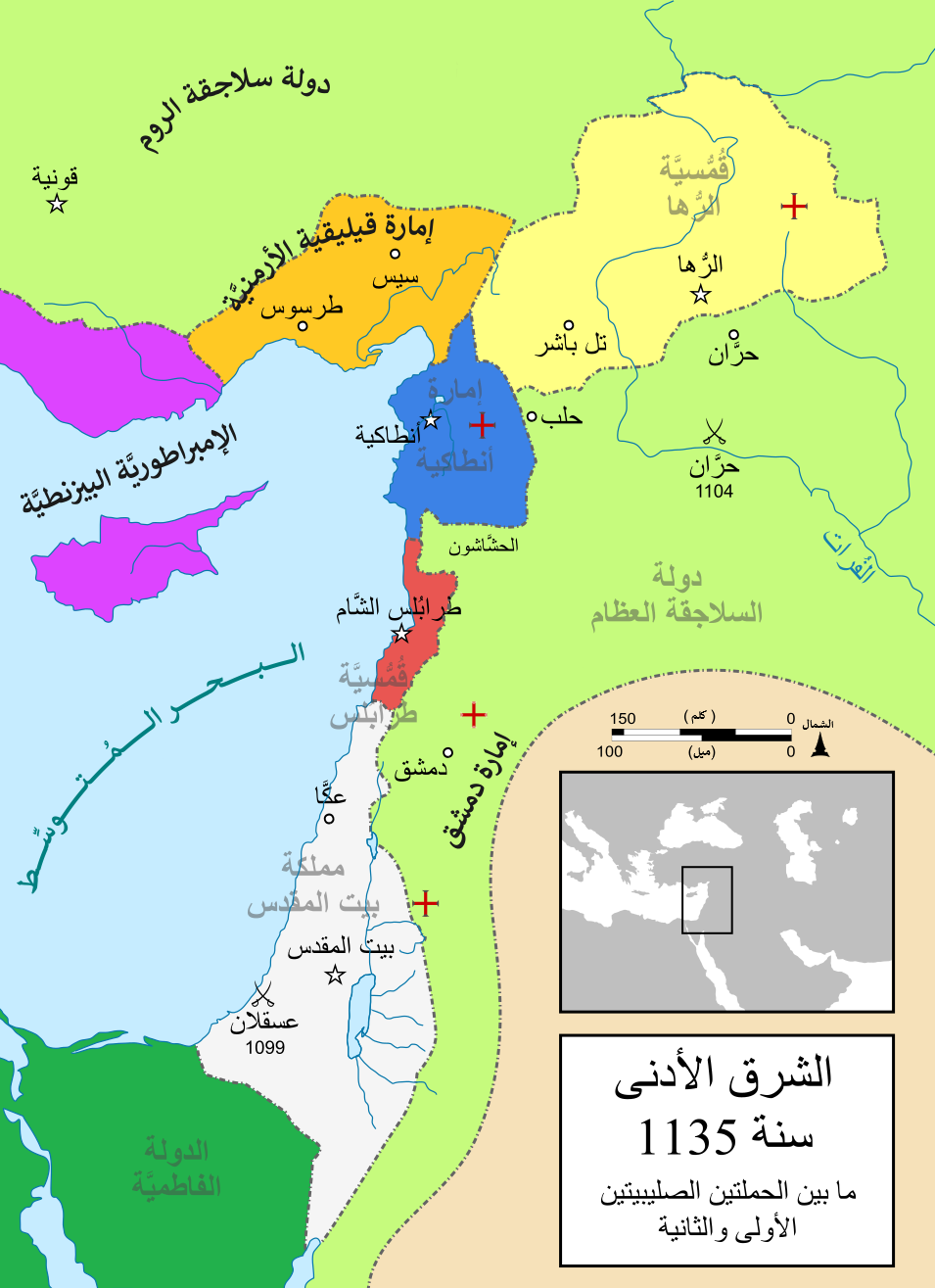
حدود مملكة بيت المقدس سنة 1135.

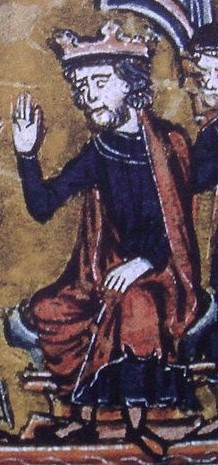
بلدوين الثاني ثالث ملوك مملكة بيت المقدس خلال الفترة ما بين 1118 و1131.

نشأت مملكة بيت المقدس في بلاد الشام في عام 1099 في أعقاب الحملة الصليبية الأولى، وكانت تضم في بداياتها مجموعة من القرى والبلدات، ثم ما لبثت أن توسعت بحيث شملت فلسطين ولبنان وأجزاء من الأردن وسورية.
وقعت ساكب بيد الصليبيين في عام 1100،  وكانت تسمى بـ Seecip. وأصبحت فيما بعد تُمثل الحد الشرقي لمملكة بيت المقدس مع الدولة السلجوقية.
في أوائل القرن الثاني عشر، سنة 1120، أمر مؤسس حكومة البوريين في دمشق ظاهر الدين طغتكين التابع للدولة السلجوقية بأن تتمركز حامية من أربعين جندياً في جرش، وجعلوا من معبد آرتميس في المدينة حصناً لهم. بيْد أن بلدوين الثاني ملك مملكة بيت المقدس كان قد احتله في عام 1121 وقام بتدميره وإحراقه. ثم ما لبث الصليبيون أن هجروا جرش وتراجعوا نحو ساكب على حدودهم الشرقية.

### العهد العثماني
انضمت ساكب كما باقي مناطق بلاد الشام إلى الدولة العثمانية عام 1517. وكشف التعداد السكاني العثماني لعام 1538 أن ساكب كانت جزءاً من ناحية عجلون في لواء عجلون التابع لإسطنبول، وكان يقطنها 13 عائلة مُسلمة وفيها مسجد وإمام.
 لاحقاً، أظهرت سجلات عام 1596 أن عدد سكان ساكب كان 12 عائلة مُسلمة وإمام. أما «عيصره» (الحي الشمالي في ساكب) فقد كانت قرية منفصلة إبان القرن السادس عشر، وبحسب الطابو الدفتري للواء عجلون في عام 1538 كان عدد سكان عيصره 7 عائلات مُسلمة وفيها مسجد وإمام. بعد عام 1591، أصبحت البلدة جزءاً من لواء عجلون التابع لإيالة الشام. ومع التغيرات الإدارية في الدولة العثمانية بعد منتصف القرن التاسع عشر والغاء مصطلح الإيالات واستبداله بالولايات، أصبحت ساكب جزءاً من ولاية سورية.

### شهداء الجيش الأردني
| الشهيد/ أحمد عمر حسن عياصره                       | س م/1                | 20 أيار/ مايو 1948    |
| الشهيد الممرض/ علي سليمان محمد عياصره             | الخدمات الطبية       | 6 حزيران/ يونيو 1967  |
| الشهيد/ عبد المجيد فهد عبد النبي عياصره           | كتيبة الدبابات 3     | 21 آذار/ مارس 1968    |
| الشهيد/ أحمد حسن عبد النبي عياصره                 | كتيبة الدبابات 3     | 21 آذار/ مارس 1968    |
| الشهيد/ زهير حماد حامد عياصره                     | كتيبة المدفعية 4     | 21 آذار/ مارس 1968    |
| الشهيد/ ماجد نجيب محمد عياصره                     | الكتيبة الخاصة       | 21 آذار/ مارس 1970    |
| الشهيد الطيار المقاتل/ سمير أحمد يوسف شبلي عياصره | سلاح الجو الملكي     | 14 نيسان/ أبريل 1976  |
| الشهيد/ حمدان سعيد عبد الرحمن عياصره              | سرية مقاومة الدبابات | 15 حزيران/ يونيو 2007 |
| الشهيد/ حسن علي سكران عياصره                      | الجيش الشعبي         | 15 أيار/ مايو 1970    |
| الشهيد/ مصطفى عقله هقيان عياصره                   | الجيش الشعبي         | 15 أيار/ مايو 1970    |

### ساكب في أدب الرحلات
خلال فترة القرن التاسع عشر زار المنطقة العديد من الرحالة، كان منهم فريدريك أوغسطس كلاين، وهو قس ألماني لدى الجمعية الكنسية التبشيرية في الشرق الأوسط. زار المنطقة عام 1868، وقال أن هذه البلاد الجميلة كانت ذات كثافة سكانية عالية؛ فقد قيل له أن هناك نحو 360 خربة أثرية، بينما الآن هناك فقط نحو عشرين بلدة مأهولة بالسكان. وأورد كلاين قائمة بالمناطق المأهولة ومن ضمنها ساكب. وقال أن هناك قس يوناني واحد يهتم بالشؤون الدينية للأسر المسيحية التي تسكن في بعض تلك القرى.
وفي عام 1879، أبحر الأخوان الأمير البرت فيكتور دوق كلارنس وأفوندال، وأخوه جورج أمير ويلز (الملك جورج الخامس فيما بعد) يقودان طاقم السفينة باتشانت بأمر من الملكة فيكتوريا في رحلة جابت عدة بلدان في العالم في الفترة ما بين 1879 - 1882. وخلال محطتهما في الأردن، زارا المنطقة في 14 نيسان / أبريل سنة 1882، وقالا:
| ساكب | ثم عبرنا قرية ساكب في الساعة التاسعة وعشر دقائق صباحاً، ودخلنا وادي حيمر (ذكر أيل اليحمور) في الساعة التاسعة والنصف؛ حيث كانت هناك مساحات واسعة من القمح في أسفل الوادي، بينما المنحدرات على الجانب مغطاة بأشجار الصنوبر والسنديان المتداخلة. كان صباحاً يشبه أكثر الصباحات الإنجليزية امتاعاً بينما كنا نسير على طول المجرى مع خرير الماء فوق الحصى في قاع الوادي؛ حيث عبرناه مع الدخول والخروج من وقت إلى آخر من بين الأجمات التي تغطي التلال. هذا ذكّر البعض منا كثيراً بويلز، وذكّر الآخرين باسكتلندا. سمعنا صراخ طائر القيق وصوت الشحرور في الغابة. وشاهدنا العديد من طيور الهدهد والقرقف والوروار تحلق من بين الضفاف الصخرية المغطاة بالطحالب، وقيل لنا أن هناك الكثير من طيور العندليب أيضاً. تسببنا بجفلة لغزال فهرب من حيث كان يختبىء. لاحظنا أشجار القطلب الكبيرة ونباتات الدفلى في إزهار كامل، مع حماض الزهور والنفل الأحمر والأبيض، والخطمية الوردية، والبليس، ونوع من القريضة يشبه الوردة الحمراء البرية، والكثير من العسلة والإصطرك والزعرور المزهر. هذا أعطانا نفحة من عبق مايو؛ وكان صعباً علينا أن نصدق أننا في سورية [بلاد الشام] فقد كان كل شيء يبدو مثل انجلترا. نهاية هذا الوادي فتحت علينا إطلالة على بلاد غرب الأردن، وهناك توقفنا لتناول طعام الغداء في الساعة الحادية عشر والنصف. بعل حاصور هو اسم التلة المستديرة في المدى البعيد، ووادي الفارعه هو ذاك الوادي الذي يقع مباشرة بجانب نهر الأردن. حيث كنا نجلس، هناك جرن مهجور نُحت في الصخر لعصر العنب، والآن غطت حشائش وشجيرات الغابة أكثر من نصفه. كانت استراحة رائعة في الغابة، بيد أننا إنطلقنا ثانية في الساعة الواحدة نزولاً عبر وادي عرابون. | ساكب |

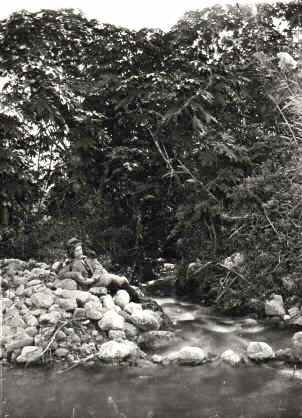
كلود كوندر

الضابط البريطاني كلود كوندر زار المنطقة شمال عمان حتى جرش في نيسان / أبريل سنة 1882 عندما حضر مع الأميرين البرت فيكتور وأخيه جورج خلال زيارتهما للأردن. وكان مما قال:
| ساكب | مررنا بساكب عبر منحدرها الصخري حيث جدول يسقط على شكل شلال طويل، فوصلنا إلى أودية المياه الصغيرة والجميلة التي تنحدر من مناطق عجلون الوعرة إلى وادي الأردن الأخضر. باستثناء غابات الطابور وأجمات الكرمل وبلوط حاريص وبساتين بانياس [بانياس الحولة] ، لا يوجد شيء في فلسطين الغربية يمكن مقارنته على الإطلاق بجمال أودية جلعاد بين وادي حسبان في الجنوب ونهر اليرموك في الشمال. بجانب الغُدْران الجبلية النقية، هناك فارس يتجول على حصانه من خلال فسح من البلوط والبطم، مع الصنوبر الداكن في الأعلى. الأودية الخضراء من القمح، والجداول المهدبة بشجر الدفلى، والمناظر البديعة من أوراق الأشجار الصفراء والخضراء والخمرية التي تغطي المنحدرات الحادة، تقدم مشهداً من الجمال الهادىء المرقط بالضوء والظل. | ساكب |

## الجغرافيا والطبوغرافيا

### الموقع
تقع ساكب على بعد 10 كم إلى الغرب من مدينة جرش. وهي تبعد مسافات قصيرة عن معظم المدن الأردنية ومدن بلاد الشام الرئيسية أهمها: العاصمة الأردنية عمان والقدس ودمشق وبيروت.
| العواصم العربية القريبة من ساكب | العواصم العربية القريبة من ساكب | العواصم العربية القريبة من ساكب | العواصم العربية القريبة من ساكب | العواصم العربية القريبة من ساكب | العواصم العربية القريبة من ساكب | العواصم العربية القريبة من ساكب | العواصم العربية القريبة من ساكب | العواصم العربية القريبة من ساكب | العواصم العربية القريبة من ساكب | العواصم العربية القريبة من ساكب | العواصم العربية القريبة من ساكب | العواصم العربية القريبة من ساكب | العواصم العربية القريبة من ساكب |
| ------------------------------- | ------------------------------- | ------------------------------- | ------------------------------- | ------------------------------- | ------------------------------- | ------------------------------- | ------------------------------- | ------------------------------- | ------------------------------- | ------------------------------- | ------------------------------- | ------------------------------- | ------------------------------- |

| المدينة | المسافة (كم) | الموقع   |
| ------- | ------------ | -------- |
| عمان    | 55           | جنوب     |
| بيروت   | 292          | شمال غرب |
| دمشق    | 184          | شمال     |
| القدس   | 79           | جنوب غرب |

| المسافة بين ساكب وأهم المدن الأردنية | المسافة بين ساكب وأهم المدن الأردنية | المسافة بين ساكب وأهم المدن الأردنية | المسافة بين ساكب وأهم المدن الأردنية | المسافة بين ساكب وأهم المدن الأردنية | المسافة بين ساكب وأهم المدن الأردنية | المسافة بين ساكب وأهم المدن الأردنية | المسافة بين ساكب وأهم المدن الأردنية | المسافة بين ساكب وأهم المدن الأردنية | المسافة بين ساكب وأهم المدن الأردنية | المسافة بين ساكب وأهم المدن الأردنية | المسافة بين ساكب وأهم المدن الأردنية | المسافة بين ساكب وأهم المدن الأردنية | المسافة بين ساكب وأهم المدن الأردنية |
| ------------------------------------ | ------------------------------------ | ------------------------------------ | ------------------------------------ | ------------------------------------ | ------------------------------------ | ------------------------------------ | ------------------------------------ | ------------------------------------ | ------------------------------------ | ------------------------------------ | ------------------------------------ | ------------------------------------ | ------------------------------------ |

| من - إلى                        | المسافة (كم) |
| ------------------------------- | ------------ |
| ساكب - عمان                     | 55           |
| ساكب - جرش                      | 10           |
| ساكب - عجلون                    | 10           |
| ساكب - السلط                    | 51           |
| ساكب - البحر الميت              | 100          |
| ساكب - المفرق                   | 47           |
| ساكب - إربد                     | 37           |
| ساكب - الزرقاء                  | 54           |
| ساكب - الطفيلة                  | 232          |
| ساكب - مطار الملكة علياء الدولي | 83           |
| ساكب - مادبا                    | 85           |
| ساكب - الكرك                    | 179          |
| ساكب - البتراء                  | 283          |
| ساكب - معان                     | 265          |
| ساكب - العقبة                   | 381          |

### المساحة والتضاريس
ساكب مدينة جبلية، وهي مبنية على أعلى الجبال في المنطقة والتي تشبه في تضاريسها مناطق البحر الأبيض المتوسط. تبلغ مساحة البلدة 8 كم² ومساحتها الكلية حوالي 16 كم²، ويبلغ ارتفاع مناطقها عن مستوى سطح البحر من 900 إلى 1200 متر. وفي المنطقة عدة جبال من أهمها جبل مقطع القرمية (1200 م) وجبل طرون (1130 م) وجبل أبو نمر (1100 م) وجبل رأس الأقرع (1098 م). وأوديتها الرئيسية هي وادي أم جوزة ووادي سالم، ويعتبر تل القصر في الجزء الجنوبي من البلدة أشهر التلال.

### المحميات والتنوع الحيوي

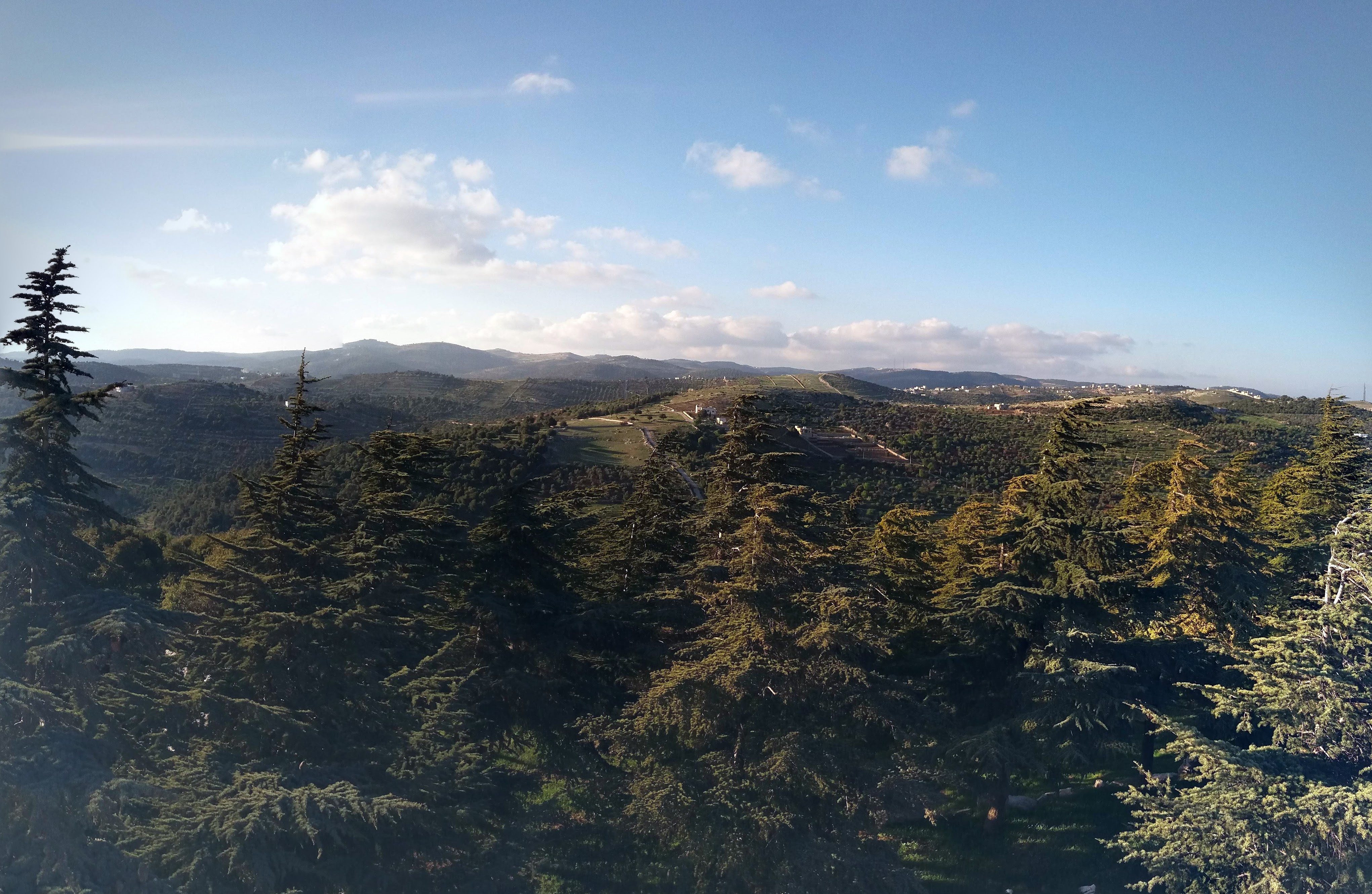
محمية الأرز في الجهة الجنوبية الغربية من المدينة.

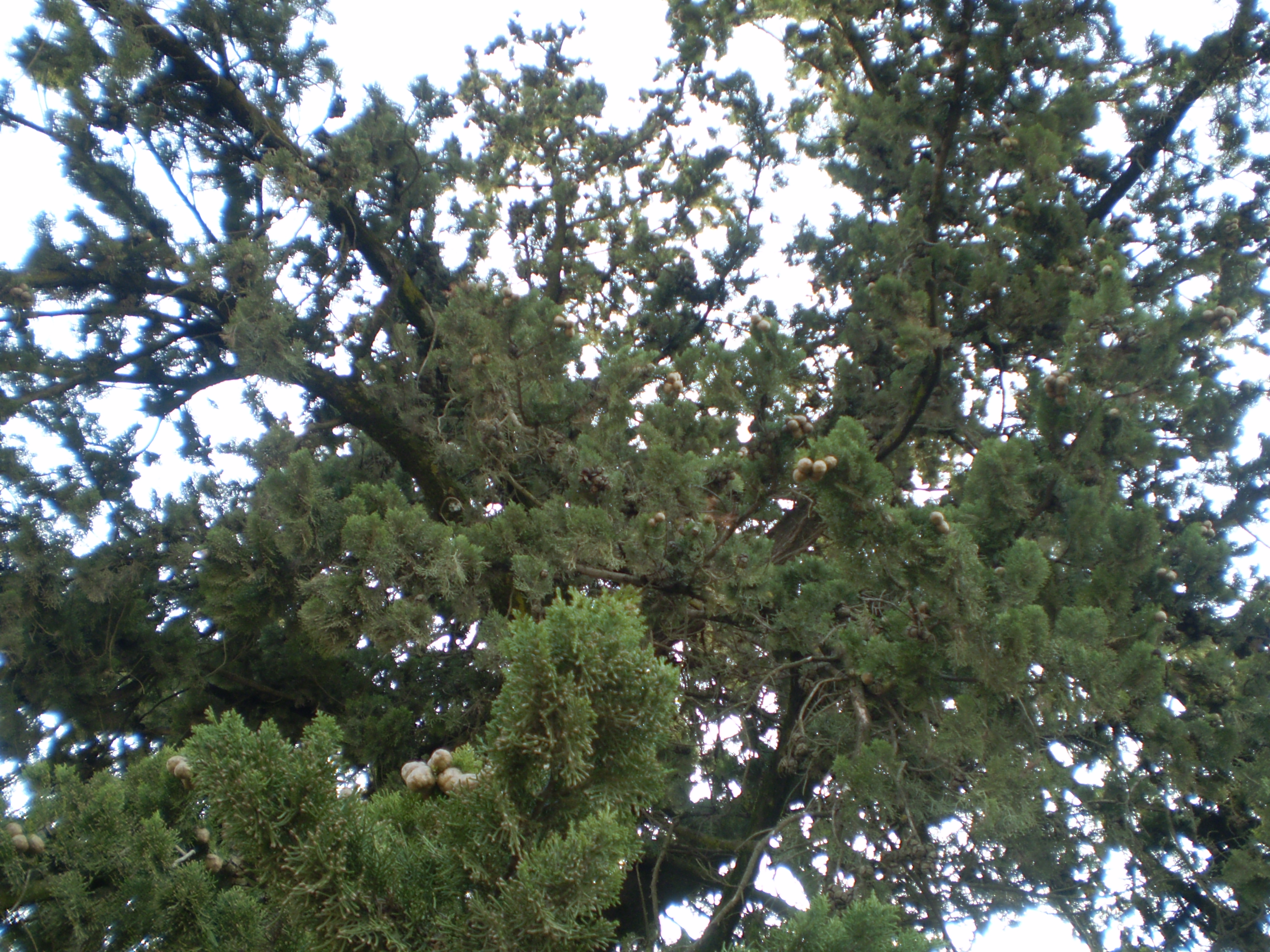
شجرة سرو معمرة في وادي أم جوزة.

تعتبر غابات ساكب امتداداً لمحمية غابات دبين، وتبلغ مساحة الغابة كاملة أكثر من 60 كم². وفي الغابة مستوى عال من التنوع الحيوي، وهي تحتضن ما لا يقل عن 17 نوعاً حيوياً مهدداً بالانقراض. وتعد موطناً طبيعياً لأشجار البَلوط والصنوبر الحلبي والمَلّول والسّرو والبطم والخروب والقَطْلَب والجميز والأرْز وغيرها. تتوزع الأشجار بحسب الارتفاعات، حيث تتواجد أشجار البلوط في التضاريس العليا، بينما تنتشر أشجار الصنوبر الحلبي في التضاريس المنخفضة.
كما تعتبر الغابة موطناً طبيعياً للعديد من الحيوانات، مثل الخنزير البري والدلق الصخري وابن آوى والثعلب الأحمر والسنجاب الفارسي والقنفذ. وتتواجد طيور الوروار والشحرور والعندليب والهدهد والقرقف وأبو زريق والشقراقية. وفي المنطقة العديد من الأزهار البرية مثل شقائق النعمان وقرن الغزال وندى العنبر والمريمية والتوليب والسوسنة السوداء والأوركيد والنفل واللخنيس والقريضة الحمراء والبيضاء والظيان والخزيمة والخطمية الوردية والبَرْوَق الأصفر والأبيض والخردل البري والمخملية وخبز النحل والأقحوان والأدونيس الحولي والصاصل والحوذان والعسلة وفم السمكة وغيرها.
وفي منطقة ساكب محمية للأيل الأسمر، حيث كانت تعتبر موطناً طبيعياً للأيل الأسمر قبل أن ينقرض منذ عقود. تقع المحمية على أجمل القمم الجبلية في بلدة ساكب وتجذب سنوياً العديد من الأفواج السياحية سواء سياح عرب أو أجانب أو رحلات مدرسية وجامعية أو سياحة داخلية.

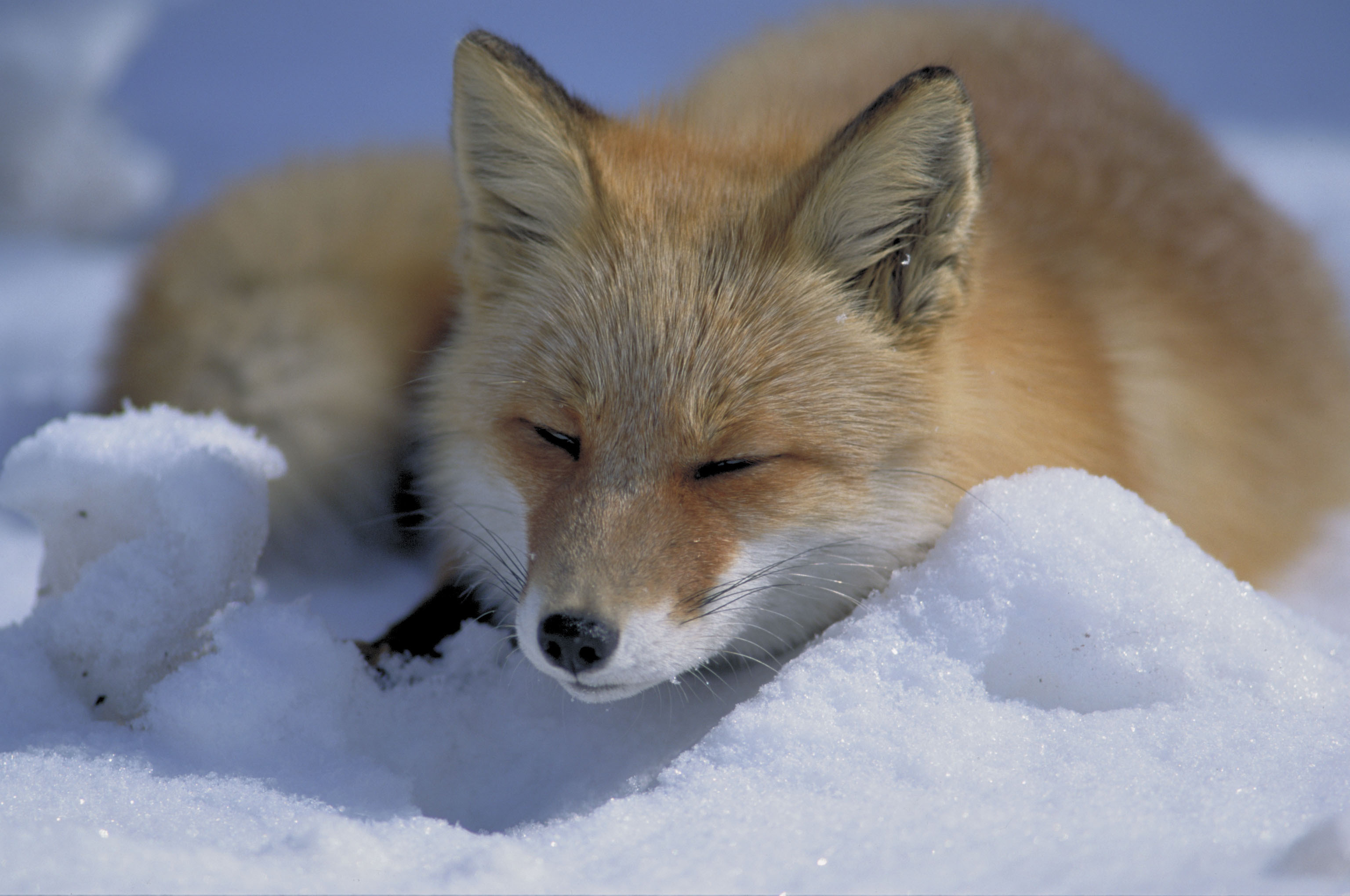
ثعلب أحمر
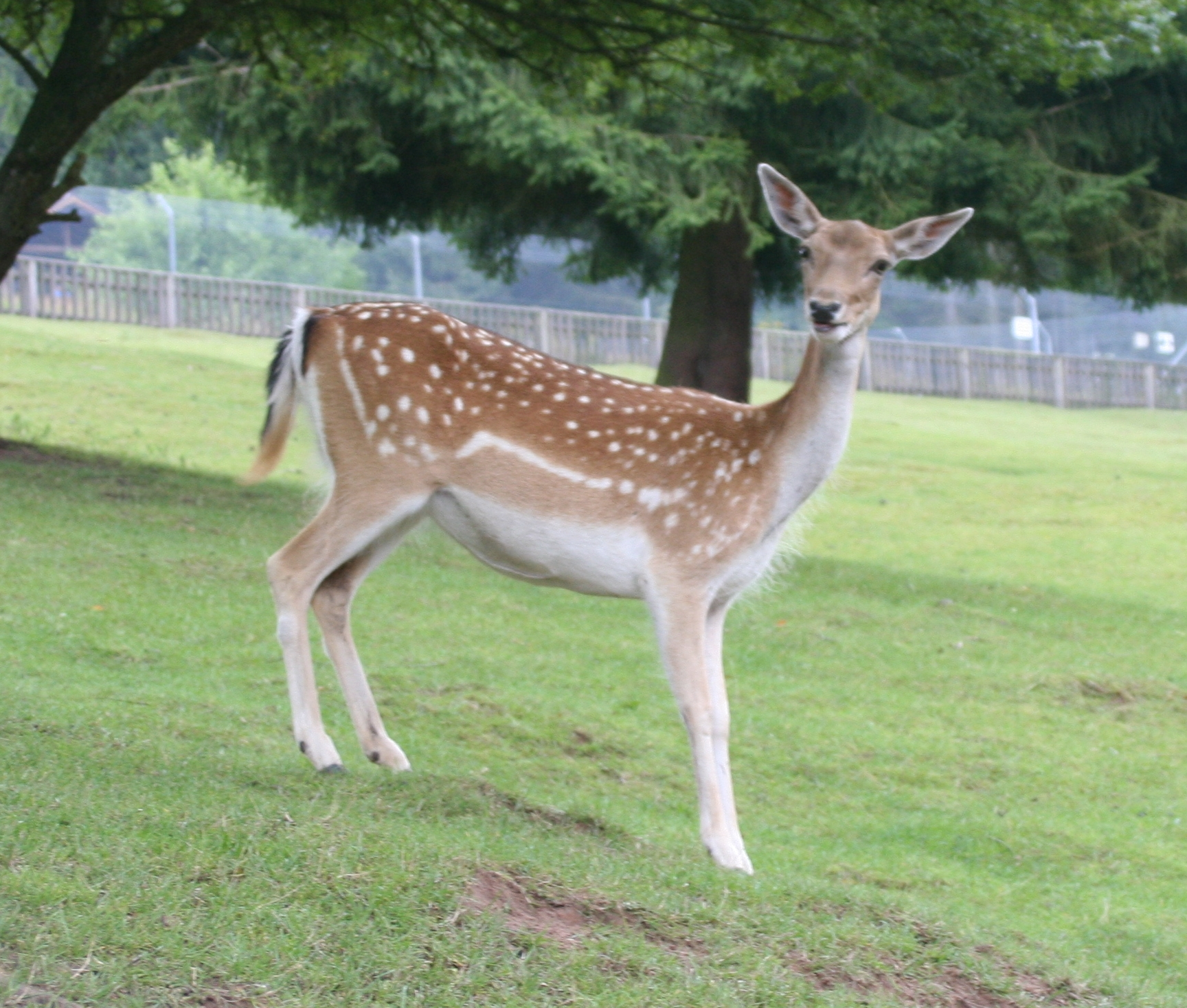
أنثى أيل أسمر
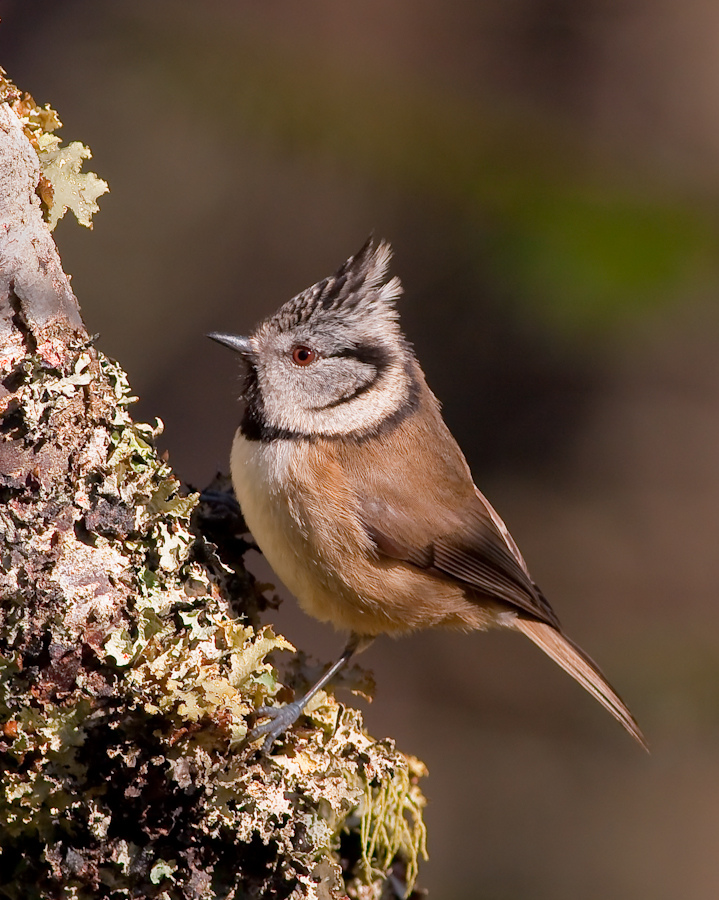
القرقف
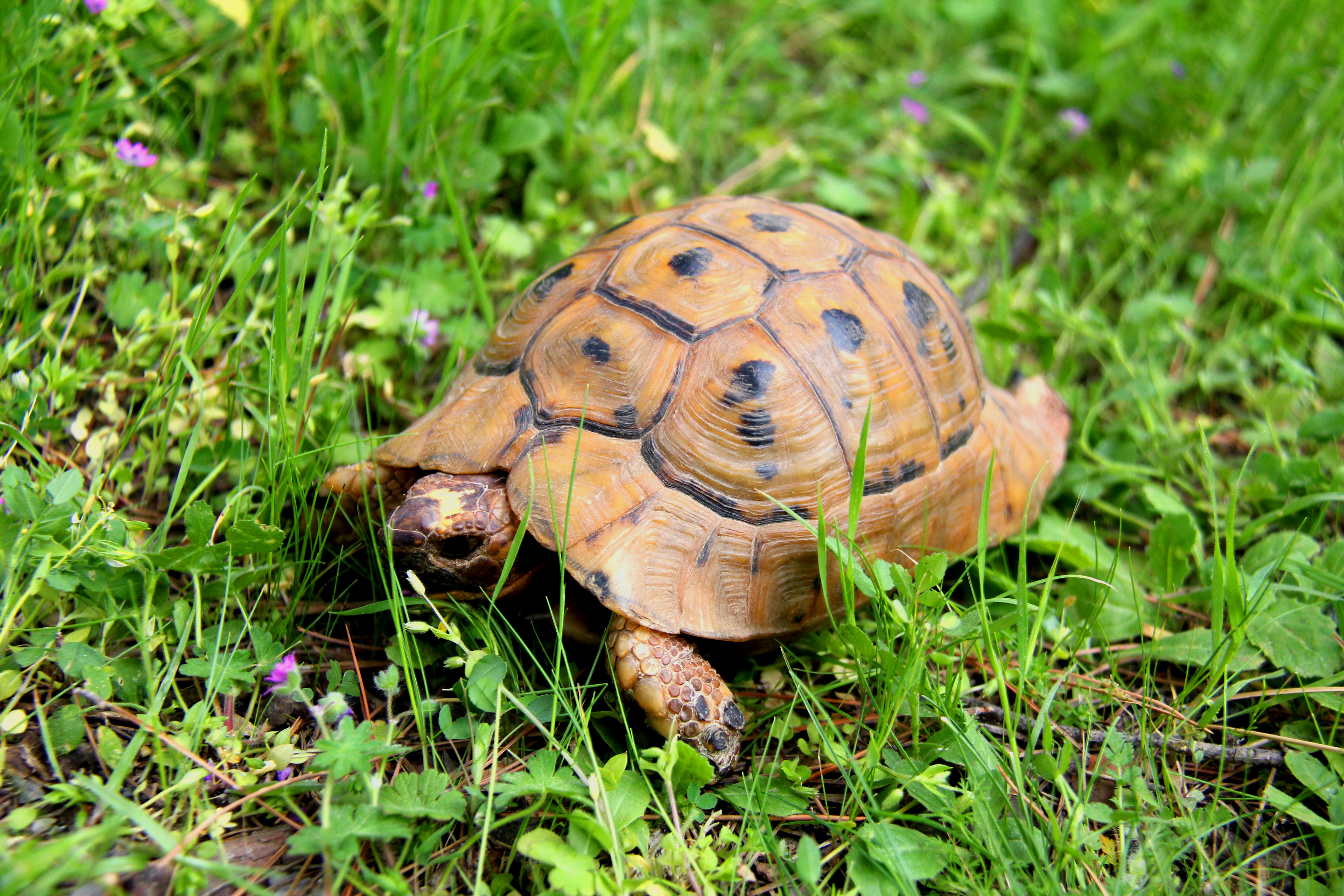
سلحفاة مهمازية الورك
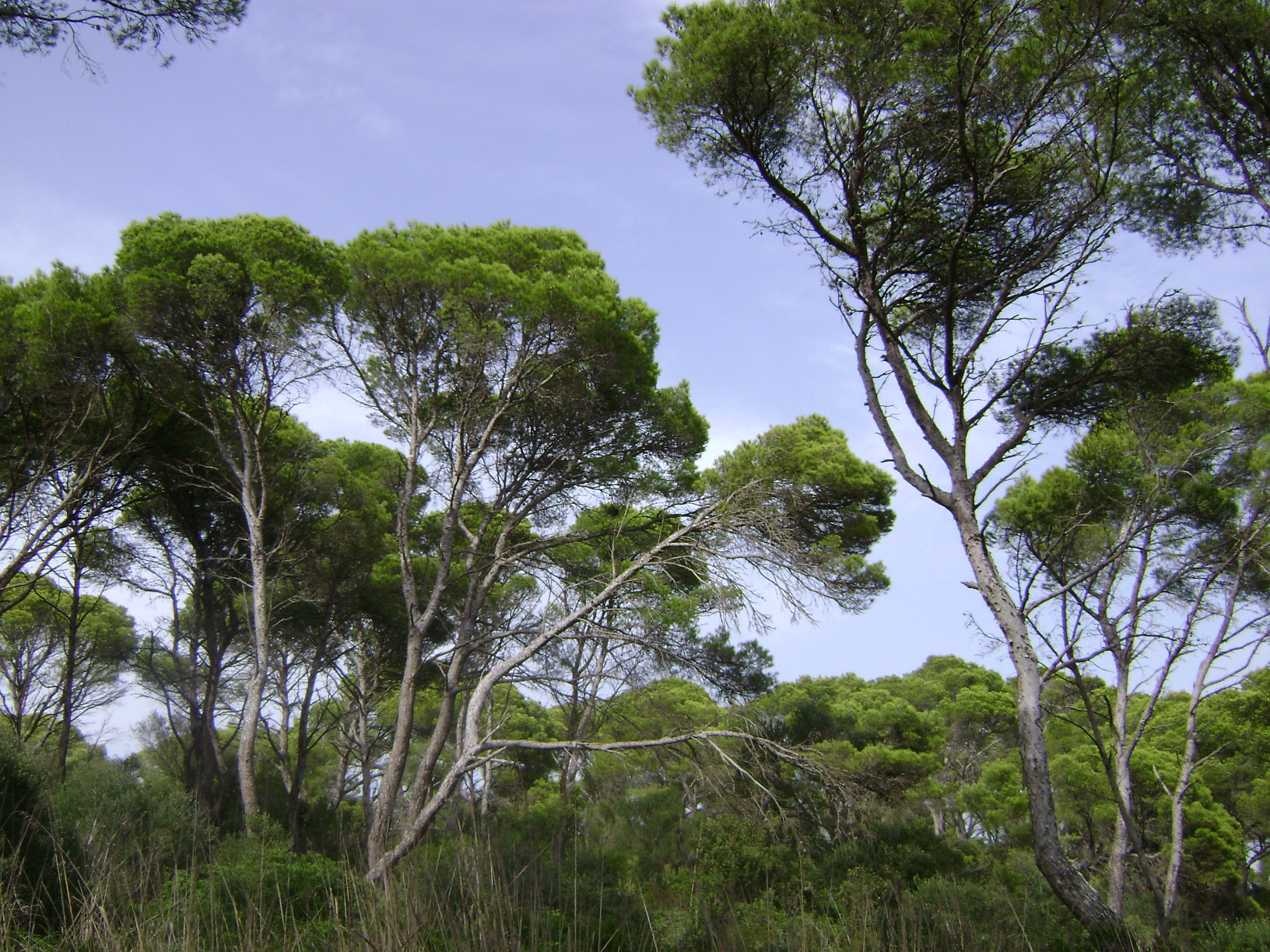
شجر اللزاب
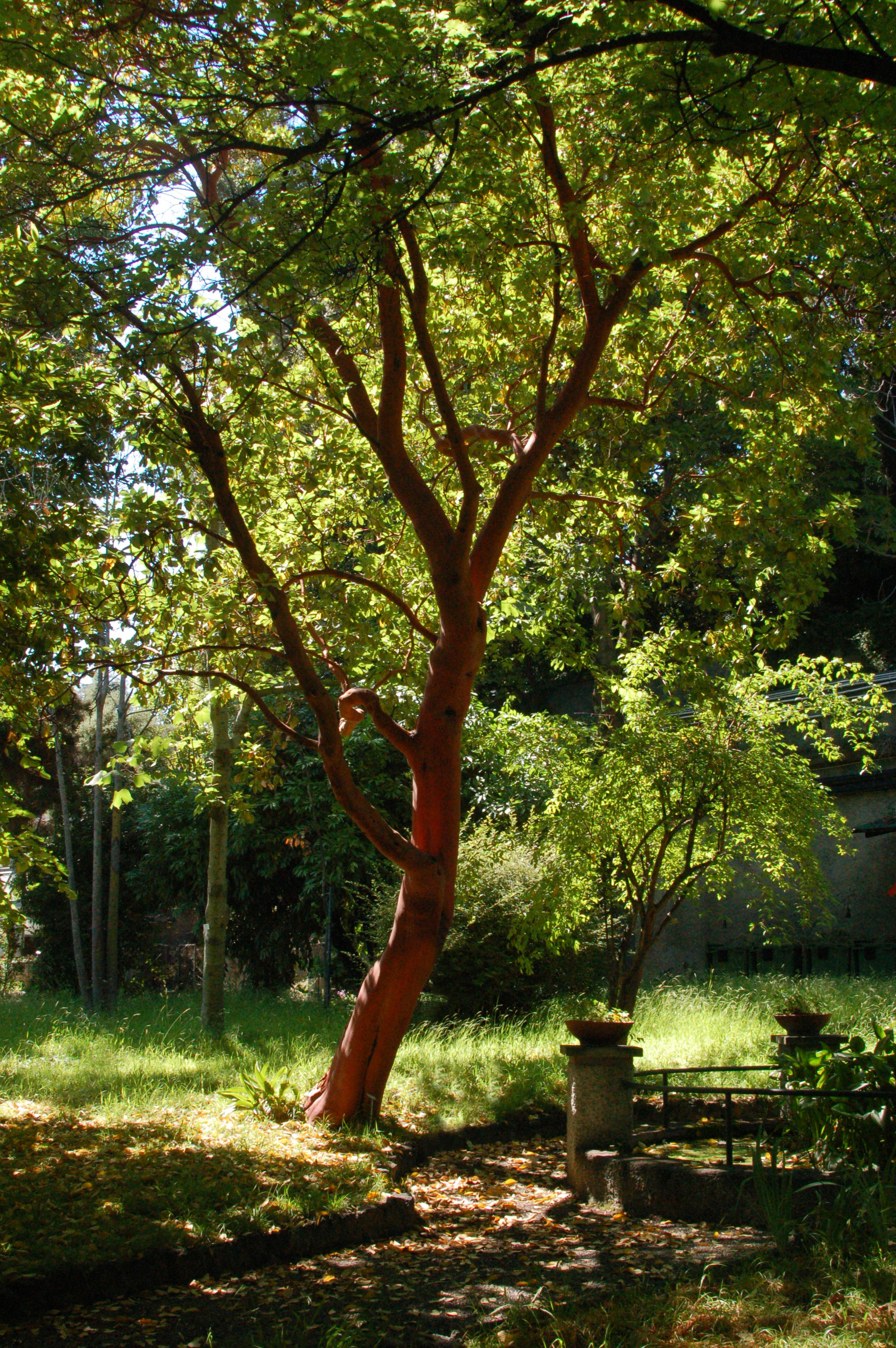
شجرة القطلب (القيقب) المميزة بسيقانها وأغصانها الحمراء.
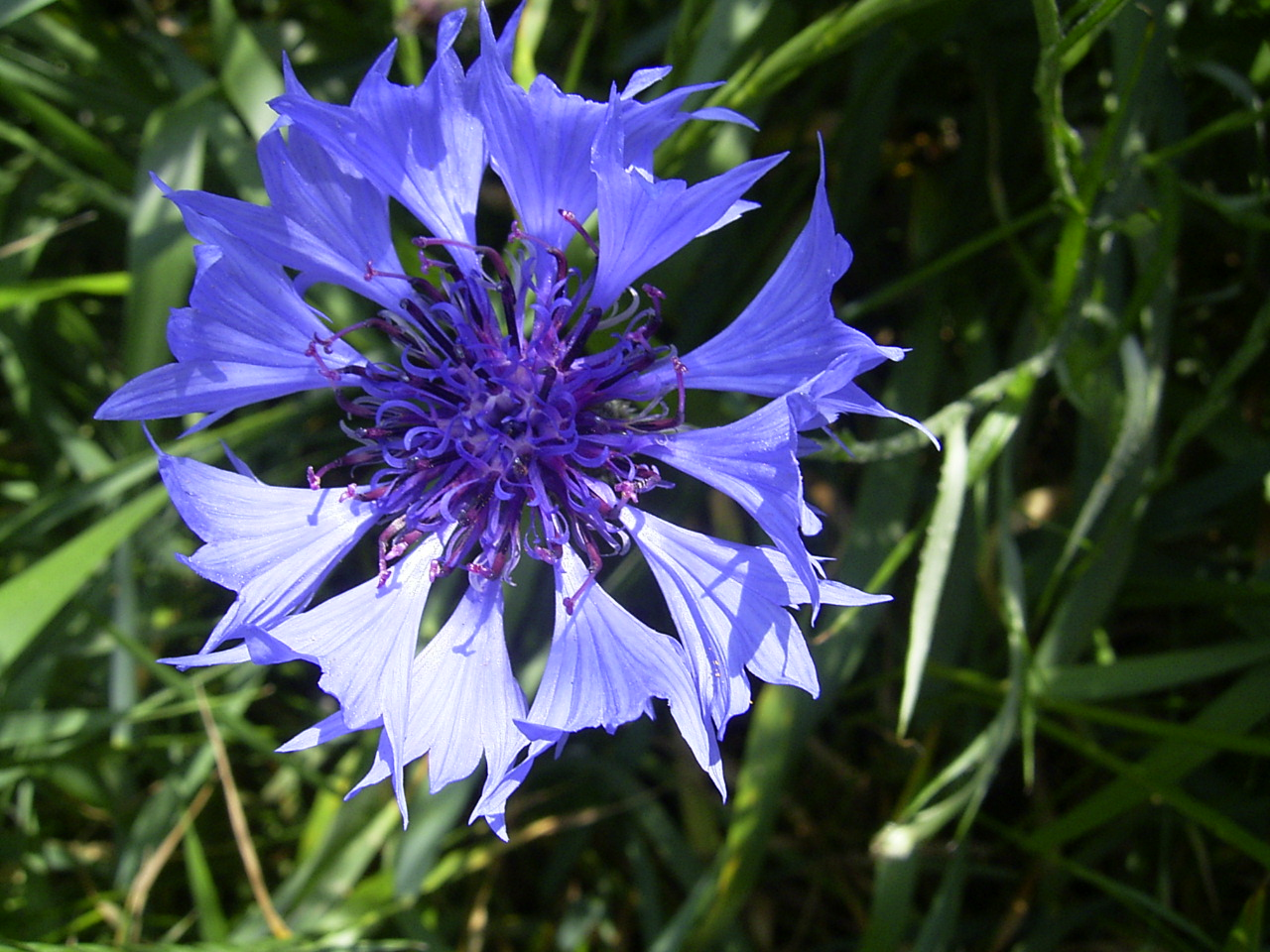
ندى العنبر
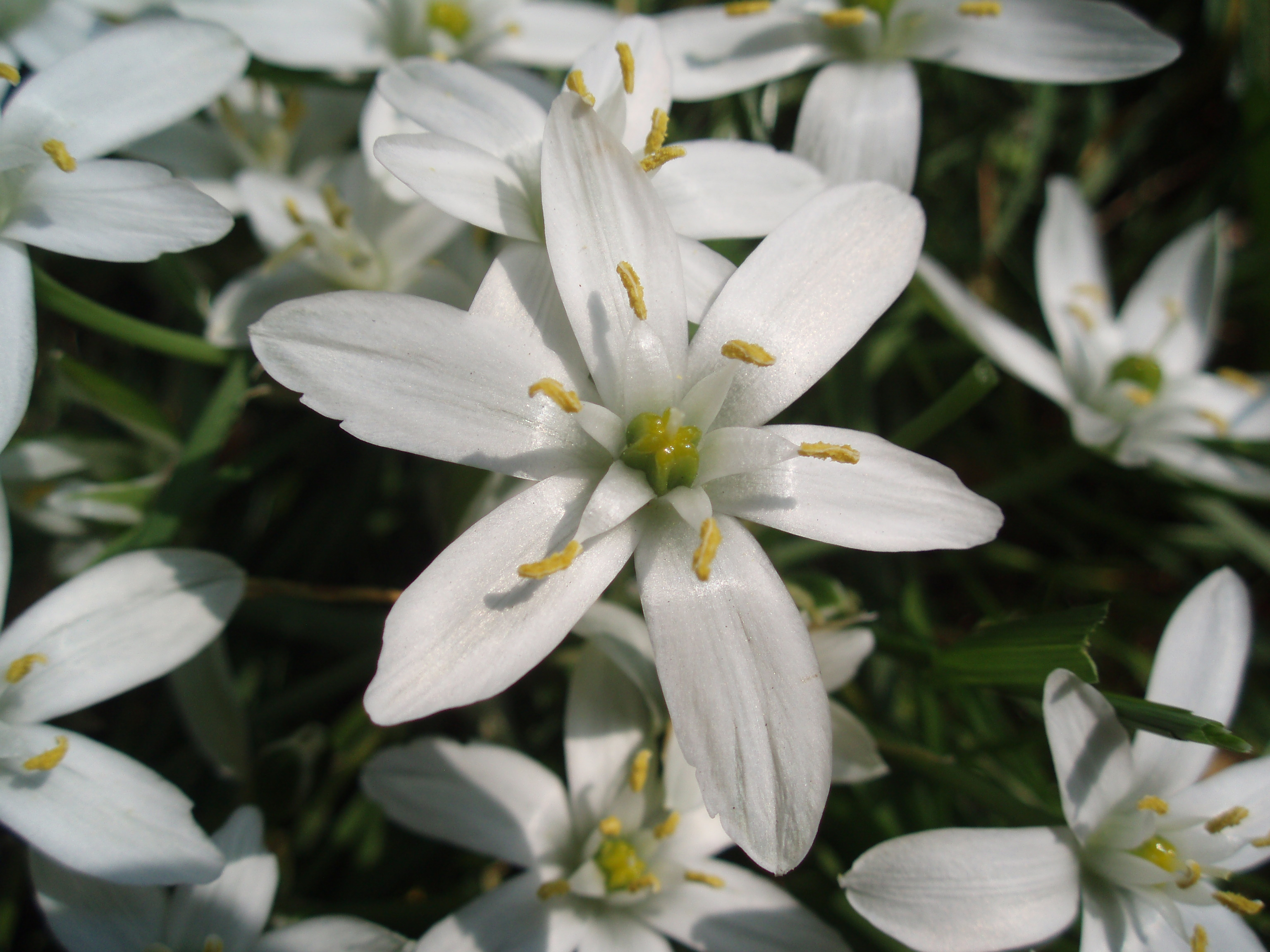
صاصل
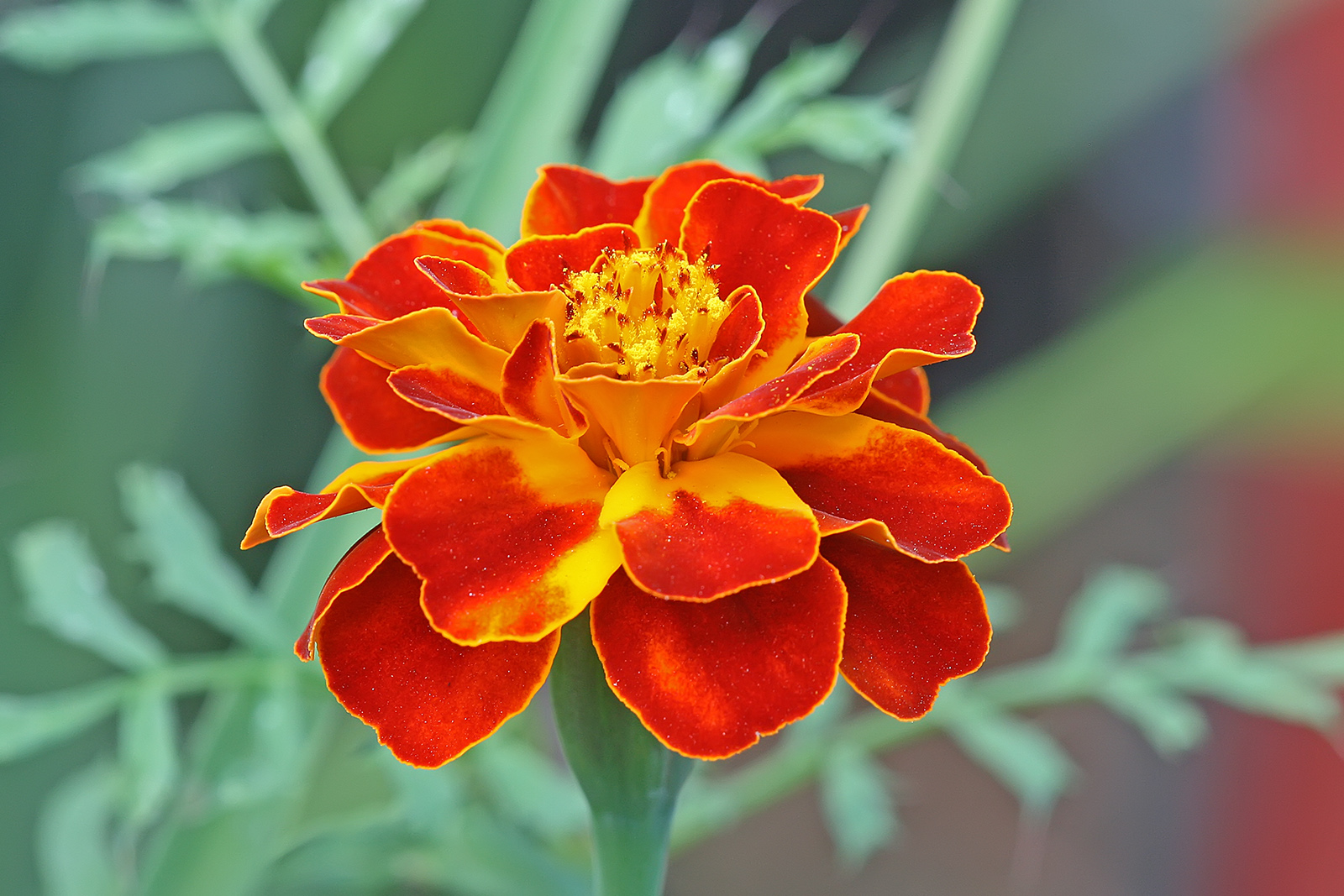
المخملية
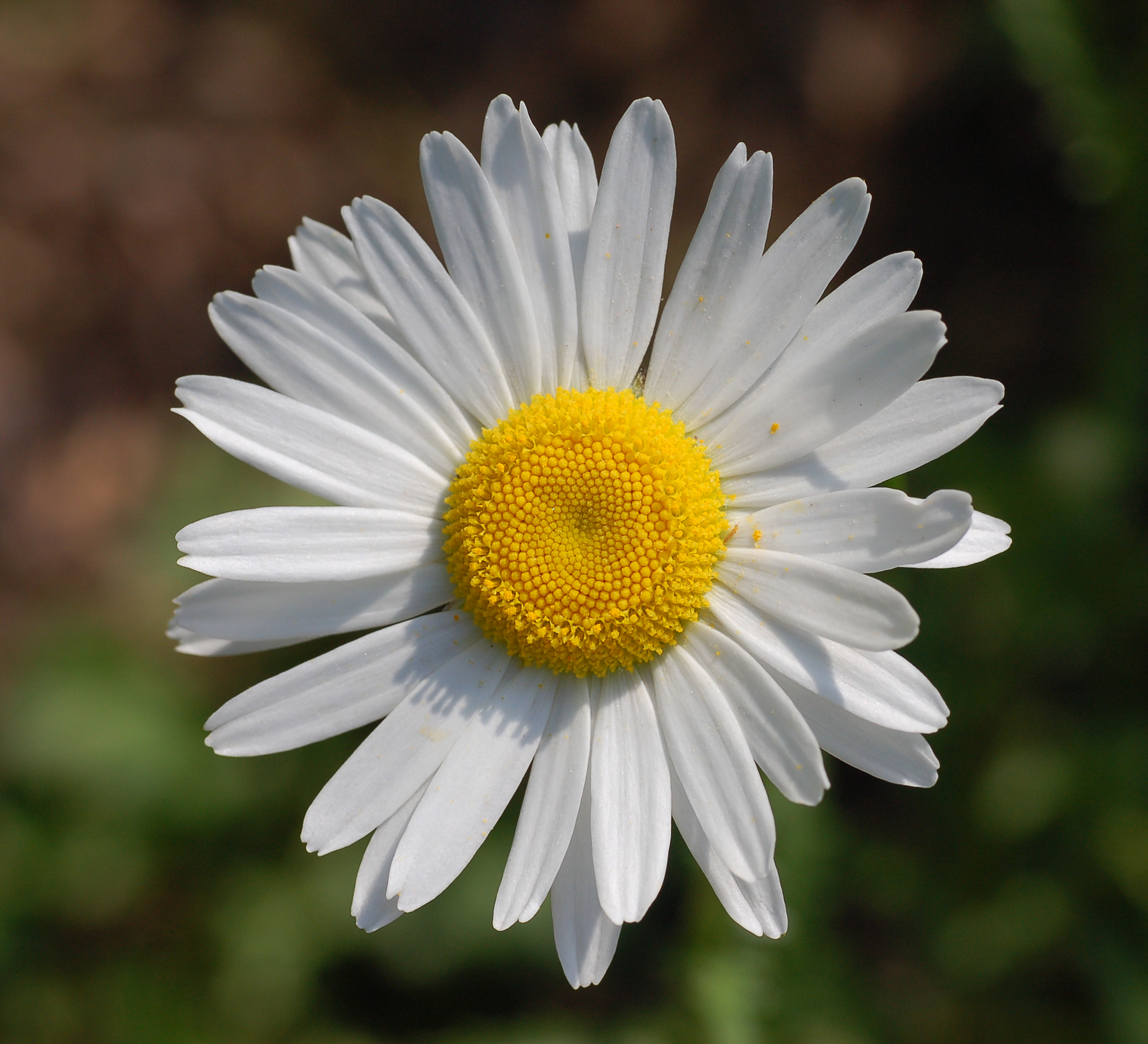
الأقحوان

### المناخ
يسود ساكب بشكل عام مناخ متوسطي، يمتاز بوجود فصلين أساسيين خلال السنة هما فصلا الشتاء والصيف. ويبلغ معدل الهطول المطري فيها من 500 - 600 ملم سنوياً،  وتصل درجات الحرارة في فصل الشتاء إلى ما دون درجة الصفر المئوي، في حين أنها قد تصل في فصل الصيف إلى 35 درجة مئوية. عموماً يبلغ المعدل السنوي لدرجة الحرارة في الليل 13 درجة مئوية، بينما يبلغ المعدل السنوي لدرجة الحرارة في النهار 23.5 درجة مئوية. وتتميز فصولها بالمميزات التالية:
- الشتاء: فصل بارد وماطر، وتهطل فيه الثلوج أكثر من مرة. وفي حالة عدم الإمطار يكون الجو جافاً وبارداً.
- الربيع: يمتاز بارتفاع درجات الحرارة نهاراً لتصل فوق 20°مئوية، ولكن تبقى الليالي باردة نسبياً.
- الصيف: الجو مستقر وحار نسبياً، إذ تصل درجات الحرارة في الصيف إلى فوق 32°مئوية، ومن الممكن أن يبرد الطقس في الليل لتصل درجة الحرارة إلى ما دون 20°مئوية.
- الخريف: يمتاز الخريف باعتدال درجات الحرارة في النهار مع بقائها باردة في الليل، ويمتاز أيضاَ بكثرة الأيام التي تهب فيها الرياح الخفيفة، وتكون نسبة الأمطار في هذا الفصل متوسطة.

| البيانات المناخية لـساكب     | البيانات المناخية لـساكب | البيانات المناخية لـساكب | البيانات المناخية لـساكب | البيانات المناخية لـساكب | البيانات المناخية لـساكب | البيانات المناخية لـساكب | البيانات المناخية لـساكب | البيانات المناخية لـساكب | البيانات المناخية لـساكب | البيانات المناخية لـساكب | البيانات المناخية لـساكب | البيانات المناخية لـساكب | البيانات المناخية لـساكب |
| الشهر                        | يناير                    | فبراير                   | مارس                     | أبريل                    | مايو                     | يونيو                    | يوليو                    | أغسطس                    | سبتمبر                   | أكتوبر                   | نوفمبر                   | ديسمبر                   | المعدل السنوي            |
| ---------------------------- | ------------------------ | ------------------------ | ------------------------ | ------------------------ | ------------------------ | ------------------------ | ------------------------ | ------------------------ | ------------------------ | ------------------------ | ------------------------ | ------------------------ | ------------------------ |
| متوسط درجة الحرارة الكبرى °ف | 55                       | 57                       | 64                       | 73                       | 81                       | 86                       | 90                       | 90                       | 86                       | 81                       | 70                       | 59                       | 74                       |
| متوسط درجة الحرارة الصغرى °ف | 41                       | 43                       | 46                       | 52                       | 59                       | 64                       | 68                       | 68                       | 66                       | 61                       | 52                       | 45                       | 55                       |
| الهطول إنش                   | 3.1                      | 3.7                      | 2.7                      | 0.7                      | 0.9                      | 0.0                      | 0.1                      | 0                        | 0.0                      | 0.8                      | 1.7                      | 2.8                      | 16.5                     |
| متوسط درجة الحرارة الكبرى °م | 13                       | 14                       | 18                       | 23                       | 27                       | 30                       | 32                       | 32                       | 30                       | 27                       | 21                       | 15                       | 24                       |
| متوسط درجة الحرارة الصغرى °م | 5                        | 6                        | 8                        | 11                       | 15                       | 18                       | 20                       | 20                       | 19                       | 16                       | 11                       | 7                        | 13                       |
| الهطول مم                    | 79                       | 95                       | 69                       | 18                       | 24                       | 1                        | 2                        | 0                        | 1                        | 20                       | 42                       | 71                       | 422                      |
| المصدر:                      |                          |                          |                          |                          |                          |                          |                          |                          |                          |                          |                          |                          |                          |

## السكان
| السنة | عدد السكان |
| ----- | ---------- |
| 1538  | 13 أسرة    |
| 1596  | 12 أسرة    |
| 1922  | 800        |
| 1994  | 8٬237      |
| 2004  | 10٬233     |
| 2015  | 11٬586     |

عام 1922، كان عدد سكان ساكب 800 نسمة. وفي إحصاء عام 1994 كان عدد السكان 8237 نسمة. وأشار إحصاء عام 2004 إلى أن عدد سكان ساكب 10233 نسمة. وبحسب إحصاء عام 2015 بلغ عدد سكانها 11586 نسمة، حيث بلغ عدد الذكور من بينهم 6170 وعدد الإناث 5416، في حين أن عدد الأسر بلغ 2433 أسرة.

## الاقتصاد والدخل
تعتبر ساكب مصدراً أساسياً للقوى البشرية المؤهلة ذات التعليم العالي، حيث يعمل أهالي البلدة في الوظائف الحكومية والقطاع الخاص، خاصة في المجالات المعرفية كالطب والهندسة والتدريس الجامعي وغيرها. بالإضافة إلى ذلك، تعد التجارة والصناعات الصغيرة وإنتاج زيت الزيتون من أهم المكونات الاقتصادية في البلدة.

## السياحة
تعد ساكب مقصداً للاصطياف والتنزه. ويزورها سنوياً الآلاف من السياح للاستمتاع بالغابات والمناظر الخلابة. كما تعتبر مقصداً سياحياً مهماً في فصل الشتاء للاستمتاع بالثلوج. ويتوفر في مناطق ساكب عدة أنشطة سياحية أهمها مسير الغابات وتسلق المنحدرات الصخرية والإنزال الجبلي بالحبال. كما تعتبر محمية الغزلان مقصداً سياحياً مهماً.

## البنية التحتية والخدمات
تتوفر في ساكب بنية تحتية متكاملة. وينتشر فيها العديد من مراكز الخدمات الحكومية كمكتب لدائرة الأحوال المدنية والجوازات، ومركز للشباب،  ومركز صحي، ومكتب بريد، وغيرها. ويوجد في البلدة العديد من المدارس لمختلف المراحل الدراسية؛ حكومية وأهلية. كما تضم البلدة نادٍ رياضي ومراكز لياقة بدنية وملاعب كرة قدم وعدد من العيادات الطبية والصيدليات، والكثير من المطاعم والمقاهي ومراكز التسوق، بالإضافة إلى توفر الخدمات البنكية.
وتضم ساكب عدداً من المراكز الدينية والثقافية، وفيها ما يقارب الـ 20 مسجداً. كما تضم عدة جمعيات محلية، أهمها: جمعية درب الصفصاف وجمعية ساكب التعاونية وجمعية سيدات ساكب وجمعية أبي عمرو الداني الثقافية وجمعية الرائدات وجمعية ساكب للحفاظ على البيئة والثروة الحرجية. بالإضافة إلى عدة مبادرات شبابية تطوعية، أبرزها «مبادرة إحسان ساكب» و«تجمع فتيات ساكب للعمل التطوعي». تركز تلك الجمعيات والمبادرات بشكل أساسي على تقديم الخدمات المجتمعية المتنوعة، وتهتم كذلك بالمحافظة على البيئة والثروة الحرجية، فعلى سبيل المثال يتم تنظيم حملات نظافة بيئية تطوعية على فترات في المحميات والغابات وأماكن التنزه.

## الآثار
يوجد في ساكب العديد من الأماكن والخرب الأثرية التي تعود إلى عدة حضارات وحقب زمنية، منها: خربة عيصره وخربة أم جوزة وخربة طرون وخربة الحضير وخربة القصر وخربة رأس الأقرع، وغيرها. بالإضافة إلى آثار لمسجد أموي. كما تتركز الأبنية التراثية في ساكب فيما يعرف بالوسط القديم التي يمثل تراث أهالي البلدة وهي تضم: مجموعة منازل ومحال تجارية تراثية مختلفة التصاميم والأحجام، ومسجد ساكب القديم والمقبرة القديمة.
ويوجد في البلدة مدفن بيزنطي تم اكتشافه عام 2008، وهو يعد واحداً من أهم المخلفات التاريخية بسبب موجوداته ذات القيمة الأثرية والتي بقيت بحالة ممتازة، مما مكن من تحديد تاريخ دقيق للمدفن. الأمر الذي أعطى صورة واضحة عن حياة المجتمع البيزنطي في الأردن من النواحي الاجتماعية والاقتصادية والفنية والدينية. ويتكون المدفن من حجرة أساسية مربعة الشكل مقطوعة بالصخر، نحتت في واجهاتها الثلاث «حنية» جدارية قوسية باستثناء المدخل، وهو عبارة عن باب حجري متحرك. وأسفل كل «حنية» قوسية هناك حفرة للدفن على هيئة تابوت حجري توجد فيه هياكل وجثامين أطفال ونساء ورجال، مما يدل على أنه مدفن عائلي. كما يوجد في وسط أرضية المدفن حفرة مربعة حولها مقاعد حجرية من الجهات الأربع. هذا النوع من التخطيط يتبع أنموذج المدافن المعروفة في الأردن في الفترة الهللنستية والرومانية وبقي مستمراً في الفترة البيزنطية. وتظهر بعض المقاعد الحجرية المقطوعة تقاليد وطقوس جنائزية كانت تتبع في ذلك العصر، حيث أن غرفة المدفن كانت تستخدم كغرفة لتناول الطعام ظناً منهم أن روح الميت تخرج من عظامه وتشاركهم تناوله. كما عثر في أرضية الغرفة على أسرجة إنارة بلغ عددها 11 سراجاً فخارياً، و«مرفقات جنائزية» داخل المقابر تحتوي على حلي وبعض المجوهرات البروبزية و«مراود عظمية» للكحل وخرز مطلي بالذهب بالإضافة إلى مجموعة من المصابيح والأواني الزجاجية وأدوات ومسكوكات معدنية. وتم العثور على فخارية على شكل رأس حيوان كانت تستخدم بعد ملئها بالزيت لرش الميت مما يشير إلى أحد طقوسهم الدينية، مما يفسر ظاهرة أن المصابيح كانت تستخدم في المواكب الجنائزية. وهذه الظاهرة هي ممارسة رومانية قديمة حيث كانت تؤخذ المصابيح إلى داخل المدفن وتضاء لتبجيل الميت وإحياء ذكراه في ثلاث مناسبات في السنة.

## الثقافة والتراث

### التعليم
يعتبر المجال التعليمي من أبرز المجالات في بلدة ساكب، فأهم ما يميز أهلها منذ قديم الزمان اهتمامهم الكبير بالتعليم. وهذا الاهتمام سمة بارزة انتقلت عبر الأجيال. يمكن اعتبار أن جميع السكان متعلمون بما فيهم الطاعنين بالسن، وأن الغالبية العظمى منهم جامعيون، وعدد كبير جداً من أبناء وبنات البلدة أطباء ومهندسون ومن أصحاب الشهادات العليا. وتعد ساكب مصدراً أساسياً للقوى البشرية المتعلمة في الأردن، ويشغل أبناؤها العديد من المناصب الهامة في الدولة، مدنية وعسكرية.

### الأحداث الثقافية والمهرجانات
تستضيف ساكب سنوياً عدداً كبيراً من الأمسيات والندوات الأدبية والعلمية والدينية. كما تستضيف «مهرجان ساكب الدولي للثقافة والفنون» الذي يعنى بإقامة الأمسيات الشعرية والندوات الثقافية والعلمية والقراءات النقدية والقصصية. ويتخلل المهرجان الذي يستمر أربعة أيام العديد من الفعاليات، أهمها الرسم في الهواء الطلق والمعارض الفنية. ويشارك في المهرجان عدد كبير من الشعراء والأدباء والفنانين التشكيليين العرب والأردنيين. واستضافت البلدة في نسخة المهرجان الأولى أدباء وشعراء وفنانين تشكيليين من تونس والمغرب والجزائر وليبيا وفلسطين والسعودية ومصر والعراق وسوريا بالإضافة إلى الأردن.

### الدواوين
تعتبر الدواوين من أبرز معالم البلدة، وهي ثقافة سائدة منذ زمن طويل. أنشأ أهالي ساكب 8 دواوين ضخمة، 7 منها في ساكب بالإضافة إلى ديوان آخر في العاصمة عمان. يتسع كل واحد من هذه الدواوين لمئات الأشخاص، وهي تستخدم في كثير من المناسبات الاجتماعية والثقافية والسياسية.

### التراث المعماري
مر الطابع المعماري التراثي في ساكب بعدة مراحل عبر السنين. وما زالت العديد من المباني التراثية تتواجد بين البيوت والفلل العصرية، وتحفظ الهوية المعمارية القديمة لأهل البلدة. تميزت البيوت التراثية في ساكب بجمال التصميم ودقة البناء والسعة، كما تميزت بتنوع أنماط البناء. كان أشهرها بيوت القناطر التي بنيت من الحجارة الكبيرة المقطوعة هندسياً والمنتظمة، وكان بعض تلك البيوت كبيراً جداً وأشبه ما يكون بالقصر. وفي أواخر القرن التاسع عشر وبدايات القرن العشرين، كان هناك نمط آخر من البناء تميز بالأحجار المشذبة وكثرة العناصر الزخرفية؛ وفي هذا النمط يكون نقش الحجارة غير بارز، وتزين الأبواب والشبابيك بإطار من حجر بنقش مختلف ويثبت بحيث يبرز قليلاً عن مستوى حجر البيت لإضفاء لمسة جمالية. كما نُقش في واجهة البيوت عبارات إسلامية مثل: (لا إله إلا الله محمد رسول الله)، كما احتوت على حجر نُقش عليه تاريخ البناء. تكون غرف البيت ملاصقة لبعضها بشكل أفقي مع وجود أبواب داخلية بينها، وهي عادة من غرفتين إلى أربع غرف كبيرة في الطابق الأول. ويكون لكل غرفة باب يعلوه قوس (± 1م × 2 م) وإلى جانبه شباكان بأقواس كذلك (± 0.8 م × 1.6م لكل شباك)، تفصلهم جميعاً مسافة متساوية (± 60 سم). وتميزت الأقواس بتصاميم وزخارف خاصة لإضفاء لمسة جمالية، وفي العديد من البيوت تزين واجهة المنزل بقوس كبير محمول على عامودين بتيجان. تُطل الغرف على فناء محاط بسور له بوابة كبيرة (± 2 ×.2.5 م). أما في الطابق الثاني من البيت فيكون أمام الغرف تيراس كبير، ويحيط بالتيراس أعمدة الدرابزين القصيرة أو أقواس محمولة على أعمدة كبيرة. وتعتبر الأبنية التراثية في ساكب وبعض مدن الأردن من الموروثات الحضارية المهمة، وهناك دعوات للحفاظ عليها وصيانتها.
ولم يقتصر الاهتمام بالعمارة على البيوت، حيث اهتم أهالي البلدة بالمساجد كذلك. كان أبرزها مسجد ساكب القديم والذي بني منذ مئات السنين على نبع ماء دائمة الجريان بحيث تجري المياه في قناة حجرية بمحاذاة جدار المسجد من الداخل. جرى تجديد المسجد وإعادة بنائه عام 1915، وهو يعتبر تحفة معمارية بجمال تصميمه؛ حيث بلغت مساحة البناء 300 متر مربع، وهو مستطيل الشكل بني من الحجارة الهندسية المشذبة، وتعلوه مئذنة كبيرة متوسطة الارتفاع. وواجهة المسجد مزينة بقوس كبير مزخرف.

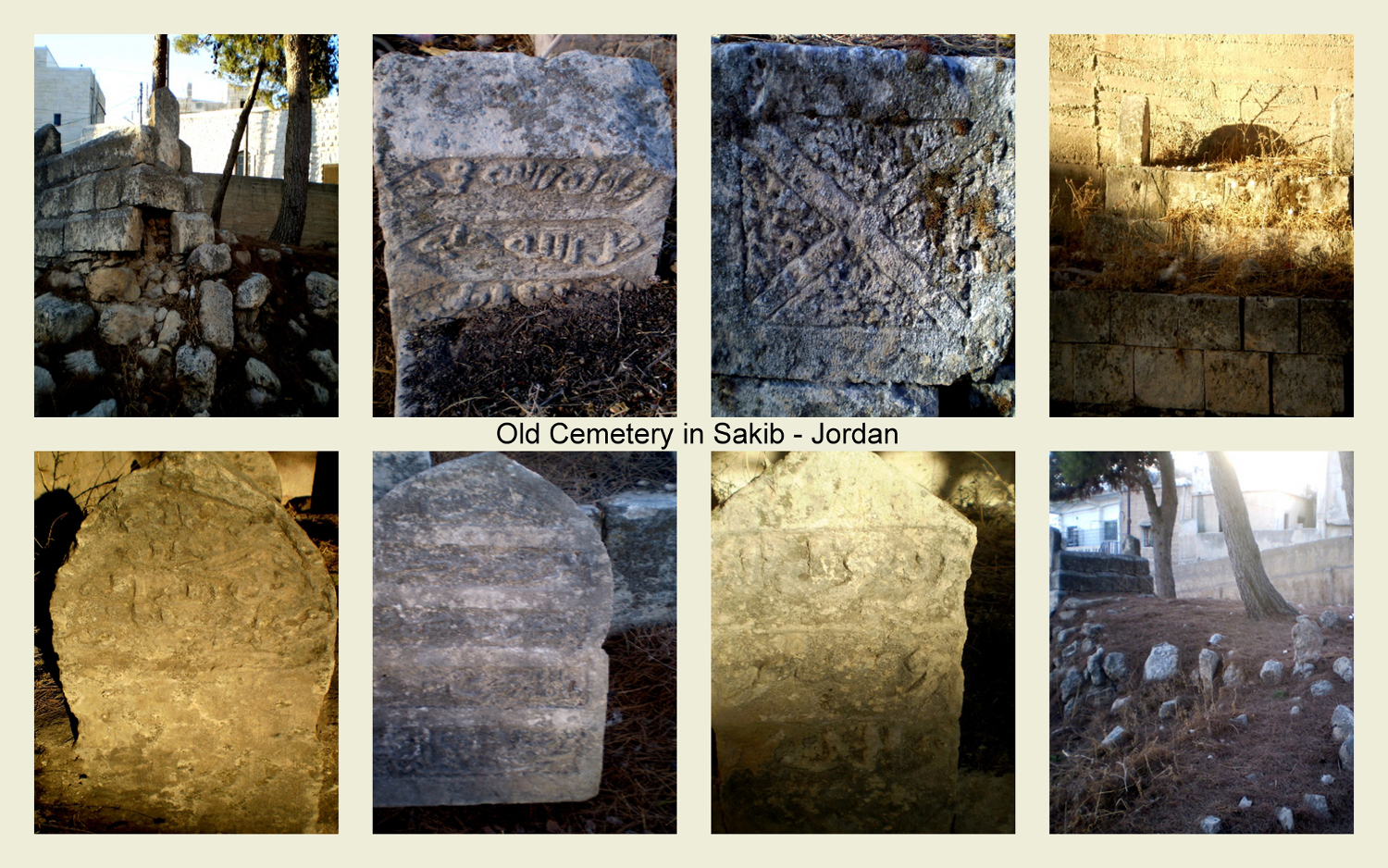
المقبرة القديمة في ساكب، إحدى الشواهد على التراث المعماري الديني

كما تعتبر المقبرة القديمة من أبرز معالم التراث المعماري الديني. وما زالت تحتفظ بكثير من قيمتها الأثرية والتاريخية، وهي معلم تاريخي وديني مهم لأهل البلدة. واتسمت المقبرة بنمط معماري خاص؛ حيث كانت القبور تتكون من طبقتين أو ثلاثة من الحجارة المميزة بزخارفها والأشكال المنحوتة عليها. كما اهتم أهل ساكب بتصميم شواهد القبور التي تميزت بتنوع أشكالها وزخارفها والعبارات الإسلامية المنقوشة عليها. وتُعد نقوش الشواهد وأشكالها من المصادر التاريخية المهمة، إذ عكست المظاهر الاجتماعية والدينية من زمن إلى آخر.

### الزي التراثي
كان للزي التراثي في ساكب خصوصية وهوية تختلف عن باقي مناطق الأردن رغم وجود الكثير من السمات المشتركة. ساهمت الحالة الميسورة والانفتاح على الثقافات الأخرى في تنوع التصاميم والمطرزات والأقمشة. ويُعَدُ الزي التراثي فناً تاريخياً، ولم يَعد يُلْبس في هذه الأيام. في السنوات الأخيرة أصبحت بعض النساء يرتدين «الثوب التقليدي» في المناسبات لما يتمتع به من جمال وأناقة، كما أنه غالي الثمن.
الزي التراثي للمرأة
- الثوب

ثوب طويل من الحرير الأسود أو المخمل، يتميز بمطرزاته الحريرية الملونة من أسفله بارتفاع نصف متر تقريباً، وتكون المطرزات غالباً على شكل صفوف عرضية بعدة أشكال هندسية وصور رمزية. وهو مطرز كذلك من عند الأكمام والقَبّة. عادة ما يكون التطريز على الأكمام والقَبّة أنيقاً وناعماً ومستوحى من الطبيعة المحيطة خاصة من الأزهار البرية، مما يعطي الثوب خصوصية مميزة. أما ثوب العروس فكان يتم تطريزه بعناية خاصة وكثافة، وكانت طرحة العروس مصنوعة من الحرير.
- البيرَمه

كانت النساء الكبيرات في السن يرتدين (البيرَمه)، وهي ثوب أسود واسع ومطرز بالحرير، يبلغ طوله قبل تفصيله نحو 13 ذراعاً. ترتديه المرأة بثلاث طويات، وفي الطوية الثانية يُثبّت بحزام منسوج. تسمى أكمام البيرمه بـ (الرّدِن)، وهي ليست كالأكمام العادية؛ فهي طويلة جداً ومفتوحة، شكلها يشبه شكل «المُعيـن» الهندسي ولكن بدون زوايا؛ بحيث تبدأ ضيقة من عند الأكتاف وتتوسع تدريجياً حتى منتصفها ثم تضيق تدريجياً حتى نهايتها. تكون مطرزة في وسطها بالحرير الملون بشكل شريط طولي يبدأ من عند الأكتاف حتى نهاية الكم، وفي آخر الكم يكون التطريز بشكل عرضي. تلف الأكمام تحت الحَطّة (لباس الرأس) أو فوقها. يُلبس تحت الثوب قميص حرير بأكمام طويلة وبنطال أسود. وترتدي المرأة في قدمها حذاء أسوداً له كعب صغير.
- الدّامر

جاكيت قصير يصل إلى الوسط، يكون مصنوعاً من الجوخ ومطرزاً بخيوط الحرير أو خيوط الذهب.
- الحَطّة

غطاء للرأس، وهي عبارة عن قطعة خمرية أو سوداء اللون من الحرير الخالص المُوشّى بقصب الذهب مربعة الشكل (1.5 × 1.5 م) أو أكبر، تطرز على شكل حزام مستطيل ليصبح عرضها 10 - 15 سم. تُلف على الرأس بشكل دائري لتشبه تاجاً في وسطه عُقدة جميلة من الأمام.
- العُرْجِة

لباس للزينة، وهي عبارة عن قطعة قماش مشغولة من الصوف الملون عرضها 10 سم أو أكثر، تكون على شكل إطار توضع في مقدمة الرأس ويمتد منها إلى الخلف شريط من الحرير الملون لينزل على الظهر. وهي مزينة بالخرز النحيل ويثبت عليها وعلى الشريط الحريري ليرات ذهبية.
الزي التراثي للرجل:
- الطقم

ثوب مفتوح من الأمام، يخاط من قماش «الترجال» في الصيف و«الجوخ» في الشتاء. يُلبس بحيث يكون إحدى الجانبين فوق الأخر، ثم يثبت بحزام من الجلد ويغلق من عند الرقبة، وقبته مزينة بخيوط من حرير أو قطن. يُلبس تحته سروال وسترة قطنية يغطيها الطقم بالكامل حين يُشَد ولا يظهر شيء منها. ثم يرتدي الرجل جاكيت من نفس النوع واللون، أو من لون آخر متوافق ليصبح طقماً كاملاً. ويلبس الرجل في قدمه حذاء أنيقاً من الجلد الناعم المصنوع بعناية.
- الشماغ والشوره

لباس الرأس، والشماغ منسوج من القطن ولونه أبيض منقوش بالأحمر. أما الشوره فتكون من قماش الروز ولونها أبيض بالكامل. ويثبت لباس الرأس بعقال أسود.
- العباءة

يرتديها الرجال فوق الطقم، خاصة في المناسبات. تكون منسوجة من الحرير أو غيره، وهي مُقصّبة وألوانها فاتحة في الصيف وغامقة في الشتاء.

### المطبخ التراثي
تنوعت أصناف المأكولات التراثية في البلدة، وهي مشتركة مع باقي مناطق بلاد الشام.

## معلومات
1. ↑  اليحمور الأوروبيّ، ويعرف أيضاً بـ اليحمور أو اليأمور. هو أحد فصائل عائلة الأيليات والذي كان يتواجد في بلاد الشام قبل أن ينقرض.
2. ↑  أشار الملك جورج الخامس إلى أنه رأى في المدى البعيد بلاد غرب نهر الأردن من حيث كان يجلس للإستراحة أعلى جبال شرق الأردن. وقال أنه شاهد بعل حاصور (تل العاصور) الذي يرتفع 1016 م فوق سطح البحر، وهو من أعلى الجبال في الضفة الغربية.
3. ↑  بانياس الحولة تمييزاً لها عن بانياس الساحل السوري، وهي قرية أثرية في الشمال الغربي لمحافظة القنيطرة في هضبة الجولان. يقارن كلود كوندر جمال أودية جلعاد بجمال بساتين بانياس.

## وصلات خارجية
- ساكب في خرائط جوجل